# Kibara
Kibara, rod drveća i grmova iz porodice boldovki, raširen u tropskoj Aziji, od južne Indokine do Nove Gvineje, uključujući Filipine, Javu, Sumatru, Celebes, Borneo
Na popisu je četrdesetak vrsta.

## Vrste
1. Kibara archboldiana A. C. Sm.
2. Kibara aruensis Becc.
3. Kibara buergersiana Perkins
4. Kibara bullata Philipson
5. Kibara carrii Philipson
6. Kibara chimbuensis Philipson
7. Kibara coriacea (Blume) Tul.
8. Kibara elmeri Perkins
9. Kibara elongata A. C. Sm.
10. Kibara ferox Philipson
11. Kibara flagelliformis Philipson
12. Kibara formicarum Becc.
13. Kibara fragrans Philipson
14. Kibara fugax Philipson
15. Kibara hartleyi Philipson
16. Kibara karengana Philipson
17. Kibara katikii Philipson
18. Kibara kostermansii Philipson
19. Kibara latifolia Philipson
20. Kibara laurifolia A. C. Sm.
21. Kibara leachii Philipson
22. Kibara macrantha Philipson
23. Kibara microphylla Perkins
24. Kibara moluccana Boerl. ex Perkins
25. Kibara monticola Perkins
26. Kibara myrtoides Perkins
27. Kibara neriifolia Perkins
28. Kibara nitens Philipson
29. Kibara novobritanica Philipson
30. Kibara oblongata Philipson
31. Kibara obtusa Blume
32. Kibara oligocarpella (Kaneh. & Hatus.) Philipson
33. Kibara oliviformis Becc.
34. Kibara papuana A. C. Sm.
35. Kibara perkinsiae K. Schumach. & Lauterb.
36. Kibara polyantha Perkins
37. Kibara rennerae W. N. Takeuchi
38. Kibara roemeri (Perkins) Perkins
39. Kibara rosselensis Philipson
40. Kibara royenii Philipson
41. Kibara shungolensis Philipson
42. Kibara sleumeri Philipson
43. Kibara streimannii Philipson
44. Kibara sudestensis Philipson
45. Kibara symplocoides Perkins
46. Kibara versteeghii Philipson
47. Kibara warenensis Kaneh. & Hatus.